# Střelba v San Bernardinu
Dne 2. prosince 2015 došlo ke střelbě v kalifornském městě San Bernardino. Manželský pár zaútočil na místní centrum pro postižené v budově úřadu sociálních služeb okresního úřadu, kde zabil 14 lidí a dalších 23 zranil, z toho některé kriticky. Policie oba zastřelila na útěku.

## Průběh
Krátce po 11 hodině dopoledne místního času vtrhl na probíhající vánoční večírek po zuby ozbrojený manželský pár v maskáčích a taktických oděvech podobných jaké mají speciální jednotky, možná i s neprůstřelnými vestami. V místnosti bylo asi 80 lidí. Osmadvacetiletý Syed Rizwan Farook a sedmadvacetiletá Tashfeen Maliková na místě začali střílet a vystřelili tam kolem 70 nábojů. Následně odjeli ve tmavém voze SUV a díky tipům veřejnosti policie automobil našla a začala pronásledovat. Řidička Maliková se snažila ujet, zatímco Farook po policistech střílel a házel na ně trubkové bomby. Při honičce pachatelé vystřelili dalších okolo 70 nábojů než přišli policejní střelbou o život. Naopak z policistů byl zraněn jeden. Zadržena byla také třetí osoba, o níž nebylo jasné, jestli se na útoku podílela.
Policisté zasahující v budově událost popsali jako „nepopsatelný masakr“. Budova byla plná zraněných i mrtvých a ve tvářích přeživších byla vidět panika. Ve vzduchu byl cítit střelný prach. Policisté vyvedli asi 50 lidí schovaných v konferenční místnosti, ale potom se museli věnovat hledání pachatelů. Míjeli lidi, kteří potřebovali pomoc, ale najít střelce bylo přednější.

## Vybavení pachatelů
Pár zaútočil pomocí dvou samonabíjecích útočných pušek AR-15 a dvou pistolí, u sebe měli 1500 nábojů a k tomu na místě nechali výbušné zařízení sestavené ze tří trubkových bomb s dálkovým odpálením, které ale selhalo. V domě Farooka později našla policie 12 trubkových bomb a 3000 nábojů. Všechny tyto zbraně byly zakoupeny legálně ve Spojených státech. V domě byl také nalezen materiál na výrobu dalších 19 výbušných zařízení.

## Pachatelé
Syed Rizwan Farook se narodil v roce 1987 pákistánským přistěhovalcům v Chicagu v Illinois. Jeho rodiče se ale rozvedli, otec byl násilný alkoholik. Matka Rafia o něm psala jako o „nespolehlivém alkoholikovi“, manžel ji slovně i fyzicky obtěžoval a nenechal ji opouštět dům. Proto s dětmi odešla. Toto prostředí tak mohlo být pro Farooka problematické. Pracoval jako hygienik a vydělával 70 tisíc dolarů (přes 1,7 milionu korun) ročně. Podle otce sympatizoval s ideologií Islámského státu a Abu Bakra al-Bagdádího a zajímal se o Izrael.
Svou ženu Tashfeen Malikovou, Pákistánku, poznal na internetu a jel si pro ni do Saúdské Arábie, kam se s rodiči z Pákistánu před 25 lety přestěhovala. V Pákistánu podle agentury AP navštěvovala madrasu. V Saúdské Arábii neměla Maliková nikdy problémy se zákonem a chtěla se stát lékárnicí. Do USA přijela na vízum udělované partnerům a rodinným příslušníkům Američanů. Kvůli původu absolvovala rozsáhlý pohovor a prošla podrobnými prověrkami své minulosti včetně sociálních a pracovních kontaktů nebo míst, která dosud navštívila.
Mají spolu dítě, které nechali kvůli útoku na hlídání příbuzným, kterým řekli, že jdou k lékaři.

## Oběti
4. prosince už byly identifikovány všechny oběti, většina z nich byla kolegy Farooka, zaměstnanci okresního úřadu. Byli mezi nimi například otec šesti dětí, učitel tělocviku, žena, která se do USA odstěhovala z Íránu kvůli náboženskému pronásledování, majitel kavárny, nejmladší oběť, šestadvacetiletá matka malého syna Aurora Godoyová, inspektor bazénů a restaurací Robert Adams nebo Nicholas Thalasinos, dvaapadesátiletý hygienik, jeden z nejbližších spolupracovníků pachatele.

## Nejasný motiv
Motiv byl zpočátku nejasný, ale policie měla údajně informace, že Farook byl v kontaktu s člověkem podezíraným z teroristické činnosti a že se v poslední době radikalizoval. Ve hře bylo napojení na Islámský stát nebo pracovní frustrace.
V roce 2014 v létě pobýval 9 dní z neznámých důvodů v Saúdské Arábii. Kolegové o něm vypověděli, že to byl slušný a tichý člověk a že nepozorovali žádné změny. Jen si před několika měsíci nechal narůst plnovous. Další kolegové a otec o něm vypověděli, že byl hluboce věřícím muslimem. V práci ale náboženství neprobíral.
Ještě 3 hodiny před útokem Farook seděl se šesti kolegy na vánočním večírku, radoval se s nimi, když se dozvěděli, že příští rok bude menší pracovní zátěž. Nic nenapovídalo tomu, že by byl Farook v práci nespokojený nebo že by chystal útok. Kolegové i šéf tvrdili, že Farook měl rád kolegy i svoji práci. FBI zatím nenašla důkazy, že by se Farook nebo Maliková radikalizovali, naopak to vypadá, jako by to byl šťastný věřící pár. Motiv tak zůstává záhadou. Podle nejmenovaných vyšetřovatelů ale byly některé jejich kontakty na sociálních sítích v hledáčku FBI. Dvojice nenavštěvovala žádné webové stránky, které obvykle navštěvují džihádisté, ale před útokem partneři zničili několik harddisků, počítačů a další elektroniky, což nasvědčuje, že chtěli něco zakrýt.

## Vyšetřování

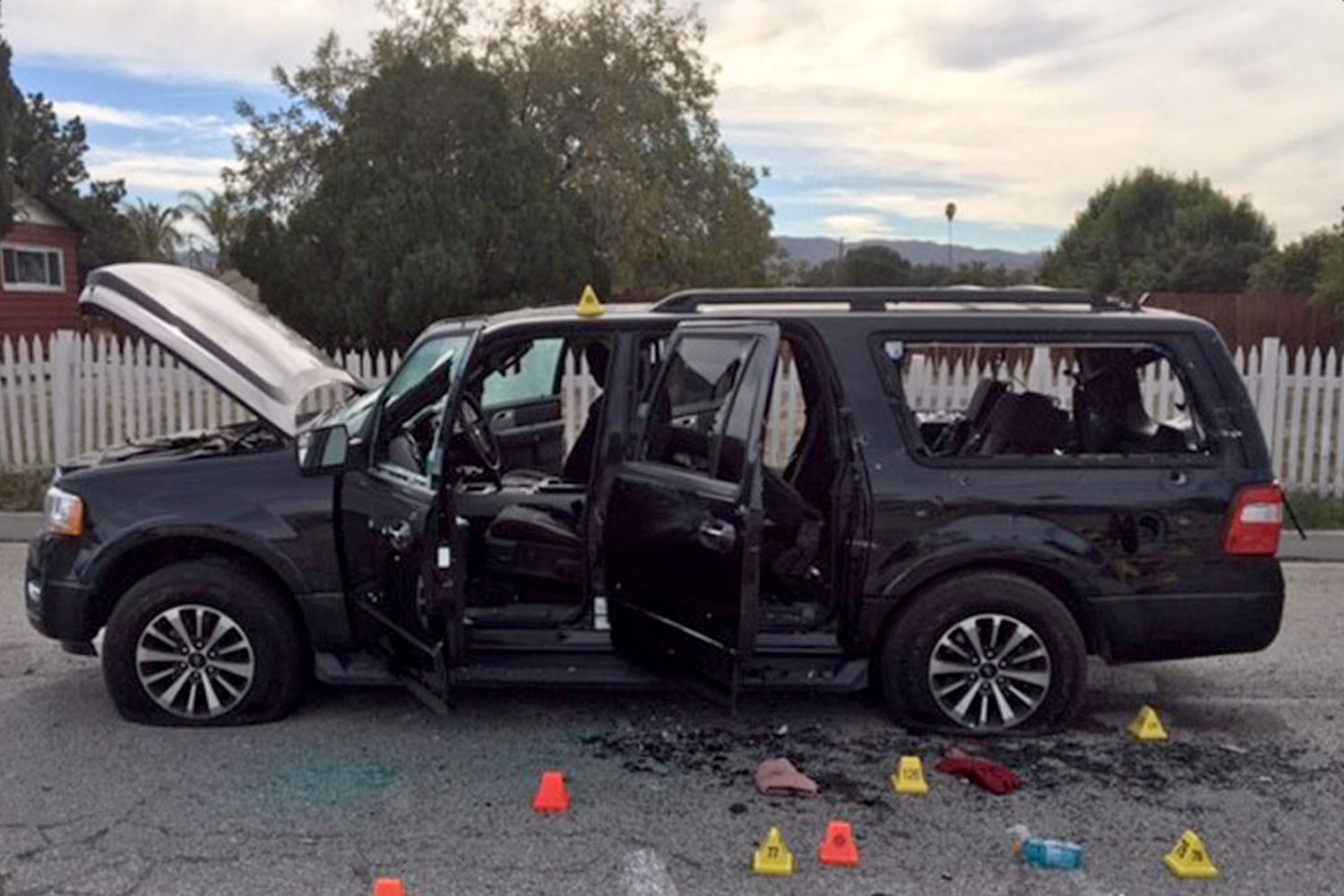
Rozstřílené auto útočníků během vyšetřování

Vyšetřovatelé FBI zjistili, že Tashfeen Maliková v den útoku pod jiným jménem na sociálních sítích slíbila věrnost Abú Bakr al-Bagdádímu, Islámský stát o ní ani jejímu partnerovi ale pravděpodobně vůbec nevěděl. Podle vyšetřovatelů to vypadá, že se radikalizovali sami od sebe, inspirováni Islámským státem. Policie ale prošetřuje i možnost, že nešlo o teroristický útok, ale o výsledek pracovní frustrace.
Podle jednoho zdroje z federálních vyšetřovacích složek byl Farook napojen na syrskou an-Nusrá a ještě jednu radikální zahraniční organizaci. Podle FBI ale nic nenasvědčuje tomu, že by byla dvojice součástí nějakého organizovaného celku a vyšetřování se zatím zaměřuje na možnou inspiraci dvojice činy zahraničních radikálních organizací.
Dvojice se podle vyšetřovatelů radikalizovala delší dobu a pár chodil cvičit střelbu na střelnici. Naposled krátce před útokem. Otec Farooka o jeho radikalizaci věděl a litoval, že mu v činu nezabránil.
Na začátku roku 2016 požádala FBI společnost Apple o odblokování dat z Farookova telefonu iPhone 5C kvůli dalšímu vyšetřování. Společnost Apple to ale odmítla i přes rozhodnutí soudu nižší instance, že tak má učinit, s odkazem na ochranu osobních údajů. V tom ji podpořilo několik technologických firem. FBI tak záležitost předala federálnímu soudu, který tak věc rozhodne. Společnost Apple přitom obvinila, že upřednostňuje své vztahy s veřejností před vyšetřováním terorismu. Jednání bylo naplánováno na 22. březen.

## Další obviněný
18. prosince americké justiční úřady oznámily, že zatkly Farookova čtyřiadvacetiletého bývalého souseda a dlouholetého přítele Enrique Marqueze a obvinily ho za napomáhání teroristům. Podle obžaloby pro ně koupil dvě sportovní pušky, s kterými byl spáchán teroristický útok.
Marquez se s Farookem seznámili v roce 2005 jako čerství sousedé. Farook Marqueze v jeho patnácti letech přivedl k Islámu a zradikalizoval ho. Později mezi nimi vznikl vzdálený příbuzenský vztah. Žena Farookova bratra je sestrou ženy Marqueze, obě jsou původem z Ruska. Marquez po přijetí Islámu roky trávil většinu času tím, že u Farooka studoval materiály radikálního islamismu včetně návodů na sestrojení bomby.
V roce 2011 s Farookem plánovali jiné teroristické akce, např. bombový útok na kalifornskou dálnici v dopravní špičce a následnou střelbu na zasahující policisty a záchranáře. Dalším plánem byl útok na knihovnu a jídelnu ve vysokoškolském areálu v Riverside v Kalifornii, kde oba studovali. Navíc byl obviněn z obelhání imigračních úřadů, když nafingoval svatbu s jistou Ruskou, od níž za to inkasoval 200 dolarů měsíčně.
V roce 2012 prý ale spolupráci s Farookem ukončil a Farook ho o chystané střelbě neinformoval. Prokurátorka k tomu ale prohlásila, že i když nejsou důkazy o Marquezově zapojení do útoku, jeho neinformování úřadů o chystaných vražedných záměrech a nákup dvou sportovních zbraní měly fatální následky.

## Reakce

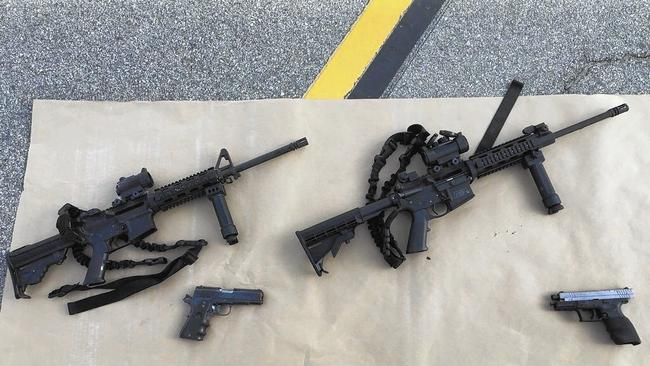
Legálně nabité poloautomatické zbraně použité při útoku

Americký prezident Barack Obama uvedl, že americký model střeleckých útoků nemá obdoby nikde na světě a že je potřeba udělat proti němu kroky a nezvykat si na něj. Demokratická kandidátka na prezidentku Hillary Clintonová taktéž uvedla, že střelecké útoky odmítá přijmout za normální a že je potřeba provést akce pro zastavení zbraní a jimi způsobeného násilí.
Několik dní nato Obama v projevu označil čin za teroristický čin, jehož účelem bylo zabíjet nevinné lidi. Ačkoliv zatím nebyl dosud objeven důkaz napojení na radikální organizace, podle Obamy bylo jisté, že tak jako tak byli zradikalizovaní. Upozornil na nebezpečí šíření terorismu a velmi aktivní islamistické propagandy prostřednictvím internetu a sociálních sítí. Vyzval technologické firmy, aby se podílely na boji proti Islámskému státu a pomohly omezit přístup lidí k příslušnému obsahu. Slíbil, že ochrání Američany před Islámským státem a dalšími organizacemi, které se je pokusí zabíjet. Úspěch přitom podle něj závisí nikoliv na silných slovech, ale na silných a chytrých činech. Do pozemní války v Iráku a Sýrii se přitom ale zatáhnout USA nenechají. Zdůraznil, že Islámský stát nejedná ve jménu islámu a že jeho oběťmi jsou často právě muslimové, které přitom vyzval, aby bojovali proti extremistickým ideologiím. Američany vyzval, aby se neobraceli proti muslimům v USA, protože právě zažehnout válku mezi Západem a muslimy je touhou Islámského státu. Obama také zopakoval apel na kongres, aby schválil zákony omezující možnost držení zbraní. To může stížit přístup pachatelů ke zbraním a omezit jejich možnosti zabíjet. Republikánský kandidát na prezidenta USA Donald Trump na tento projev odpověděl, že Obama nemůže říct, že je Amerika ve válce s radikálním islámským terorismem. Hilary Clintonová ještě před projevem prohlásila, že USA boj s Islámským státem nevyhrávají.
I na základě tohoto činu podal republikánský kandidát na prezidenta USA Donald Trump o několik dní později návrh na naprosté uzavření Spojených států pro muslimy, včetně turistů. Trump v minulosti na adresu muslimů v USA pronesl více kontroverzních prohlášení. Návrh zkritizoval Bílý dům, demokraté i republikáni. Podle expertů se ale nesnažil Trump o přímé uplatnění návrhu, ale jen chtěl zaujmout část republikánských voličů volajících po silném vůdci bojujícím proti terorismu a ostře se vymezit vůči Obamovi. Podle republikánské kandidátky Carly Fiorinové je jeho přehnaná reakce stejně nebezpečná jako Obamovo podceňování problému. Obamův postup vůči terorismu přitom rostoucí část Američanů považuje za neúspěšný.
17. prosince Obama varoval, že ve Spojených státech se mohou vyskytovat další izolovaní jedinci nebo malé teroristické skupiny, které mají zločinné úmysly a jednají z vlastní iniciativy. Takové skupiny a jednotlivce je pak podle něj obtížné nalézt a předcházet tak jejich útokům. Den nato potom přijel na místo útoku osobně uctít oběti masakru.